# Ситнин, Владимир Ксенофонтович
Владимир Ксенофонтович Ситнин (2 [15] апреля 1907, Наро-Фоминск, Московская губерния, Российская империя — 10 июля 1996, Москва, Российская Федерация) — советский государственный деятель, председатель Госкомитета цен при Госплане СССР, при Совете Министров СССР (1965—1974). 

## Образование
- 1930 год — окончил вечернее отделение Московского института народного хозяйства.

## Биография
- 1928—1931 гг. — экономист, консультант, старший консультант правления Государственного Банка СССР.
- 1931—1932 гг. — старший экономист фабрики «Парижская коммуна».
- 1932—1937 гг.— в наркомате финансов СССР: заместитель руководителя сектора учёта и статистики, заведующий сектором краткосрочного кредита, главный инспектор по проверке исполнения.
- 1937 г.— заведующий сектором Тульской областной конторы Сельхозбанка СССР.
- 1937—1939 гг. — в Московской областной конторе Промбанка СССР: старший кредитный инспектор, ревизор, руководитель планово-экономической группы.
- 1939—1940 гг.— доцент Московского планового института.
- 1940—1941 гг.— в Госбанке СССР: консультант-эксперт, старший консультант Центрального планово-экономического управления, эксперт Бюро экспертов при правлении банка.
- 1941—1942 гг.— начальник финансового отдела Управления военного строительства Западного фронта.
- 1942 г.— начальник финансового отдела Сапёрной армии.
- 1942—1945 гг.— ревизор Управления полевых учреждений Правления Государственного банка СССР.
- 1945—1951 гг.— заместитель начальника, начальник (с 1949 года) финансового управления Советской военной администрации в Германии (СВАГ).
- 1951—1952 гг.— заведующий отделением Научно-исследовательского финансового института Министерства финансов СССР.
- 1952—1953 гг.— начальник отдела финансов Советской контрольной комиссии в Германии
- 1953—1954 гг.— советник по вопросам финансов аппарата Верховного комиссара СССР в Германии.
- 1954—1965 гг. — в Министерстве финансов СССР: начальник отдела кредита и денежного обращения, начальник Валютного управления, заместитель министра, первый заместитель министра.
- 1965—1970 гг. — председатель Государственного комитета цен при Госплане СССР (в 1965 — Министр СССР).
- 1970—1974 гг. — председатель Государственного комитета цен Совета Министров СССР.

С августа 1974 г. персональный пенсионер союзного значения.
Депутат Верховного Совета СССР 8 созыва.
Похоронен на Введенском кладбище (29 уч.).

## Награды
- три ордена Трудового Красного Знамени
- орден «Знак Почёта»